# Ambrose Lomax
Ambrose Lomax (15. srpna 1867 – 20. ledna 1943) byl jihoafrický fotograf a chemik.

## Pozadí
Ambrose Lomax se narodil v Anglii, ale vyrostl v Kapsku, když jeho rodina emigrovala. Vyučil se jako chemik v Queenstownu ve Východním Kapsku, kvalifikoval se ve věku 21 let, než začal dělat pomocnou práci.
Usadil se v Moltenu, kde založil vlastní firmu a fotografické studio. Prostory jeho ateliérů, využívané také jako lékárna, dodnes existují a  současně slouží také jako muzeem.

## Chemik
Lomax se velmi zajímal o testování domácích léků a o to, jak je lze použít jako formální lék. Když byla v roce 1903 postavena v Moltenu zvonice, zaregistroval si její fotografii jako svou ochrannou známku. Několik jeho značek se rychle stalo celonárodně známým. V roce 1909 se přestěhoval do Adelaide ve Východním Kapsku a zahájil novou firmu jako A. Lomax Ltd, která byla velmi úspěšná a po jeho smrti jej vedla jeho rodina.

## Fotograf
Lomax byl také známý svým raným a vysoce kvalitním fotografickým obrazem Moltena a jeho obyvatel. Brzy vytvořil renomovanou uměleckou sbírku, i když se stejně zajímal o vědecké metody rozvoje kvality svých snímků. Během búrské války pořídil stovky fotografií britských vojáků a vojenských témat. Jeho sbírka negativů byla objevena v roce 1960, kdy jeho starý fotografický ateliér v Moltenu převzala nová farmaceutická firma. Bylo nalezeno přibližně 1400 snímků, které nabízejí přesvědčivý obraz Jihoafrické republiky na konci 19. a na počátku 20. století.
Jeho galerie fotografického umění ve městě Molteno je dnes prominentní atrakcí.

## Soukromý život a rodina
Byl to velmi tichý muž, který jen zřídka mluvil. Jeho hlavní zábavou kromě práce byla jeho vášeň pro golf. Oženil se 5. května 1904 s Ellen Augustou Doddovou z Moltena. Z jejich osmi dětí se tři synové stali lékaři a čtvrtý se kvalifikoval jako lékárník.

## Galerie

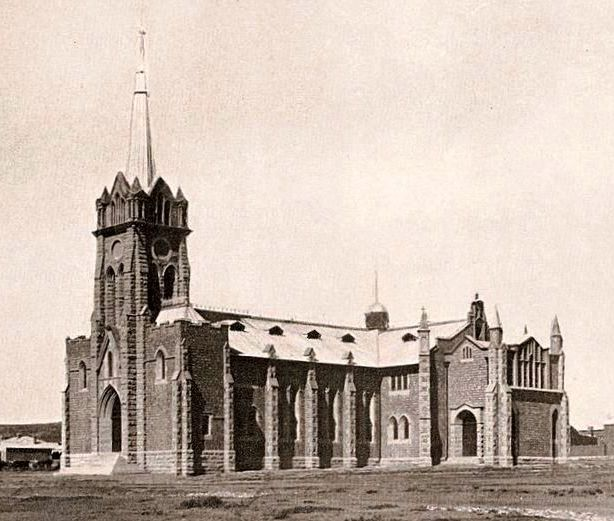
Molteno, 1900
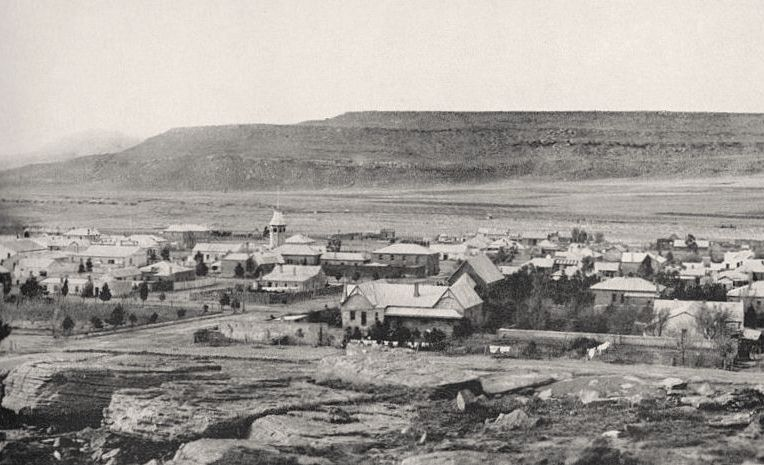
Molteno, 1900